# Pedinopistha schauinslandi
Pedinopistha schauinslandi là một loài nhện trong họ Philodromidae.
Loài này thuộc chi Pedinopistha. Pedinopistha schauinslandi được Eugène Simon miêu tả năm 1899.